# Mimeusemia accurata
Mimeusemia accurata là một loài bướm đêm trong họ Noctuidae.